# San Miguel de Estella

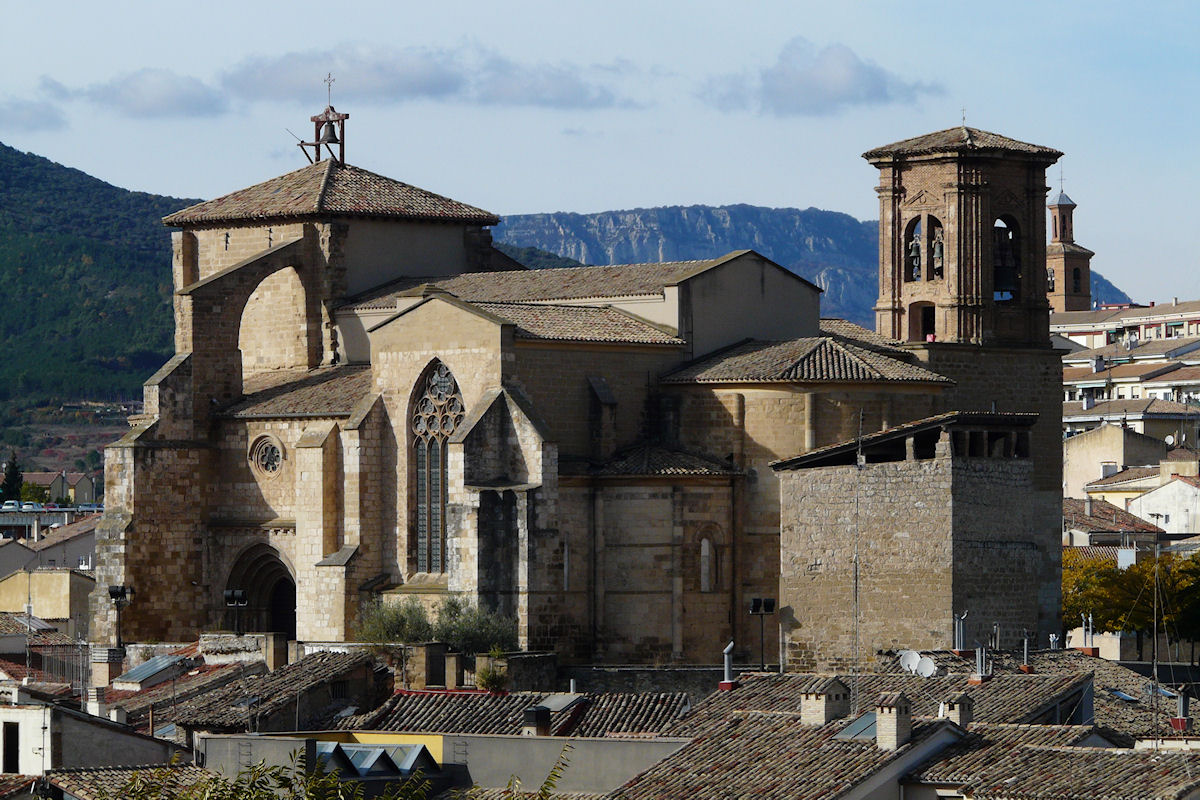
San Miguel über den Dächern von Estella

San Miguel de Estella ist eine Kirche in Estella-Lizarra, einer spanischen Stadt in der Region Navarra.

## Geografische Lage
Die Kirche liegt auf dem Gipfel von „La Mota“, einem felsigen Steilhang, der sich hervorragend zur Verteidigung der Stadt eignete.

## Geschichte
Das älteste erhaltene Zeugnis einer Pfarrei, die dem Erzengel Michael geweiht war, stammt von 1145. Die ältesten erhaltenen baulichen Überreste der Kirche sind etwas jünger und stammen aus den 1180er Jahren. Die Arbeiten an dem Bauwerk erstreckten sich über einige Zeit, so dass sich hier unterschiedliche Stile finden.

## Bauwerk
Die Kirche gilt als herausragendes Beispiel für den Übergang der Romanik zur Gotik im Königreich Navarra.

### Äußeres
Auf der Außenseite der Kirche befindet sich eine kleine Kapelle des Heiligen Georg, nur wenige Meter östlich des Chors der Kirche und durch einen Spitzbogen mit ihm verbunden.
Der Zugang zum Innenraum der Kirche erfolgt durch zwei Portale an den beiden Längsseiten. Das südliche aus dem 13. Jahrhundert ist sehr einfach mit Archivolten gestaltet, die von Kapitellen getragen werden, die mit stilisierten Pflanzen und einigen kleinen Köpfen verziert sind. 

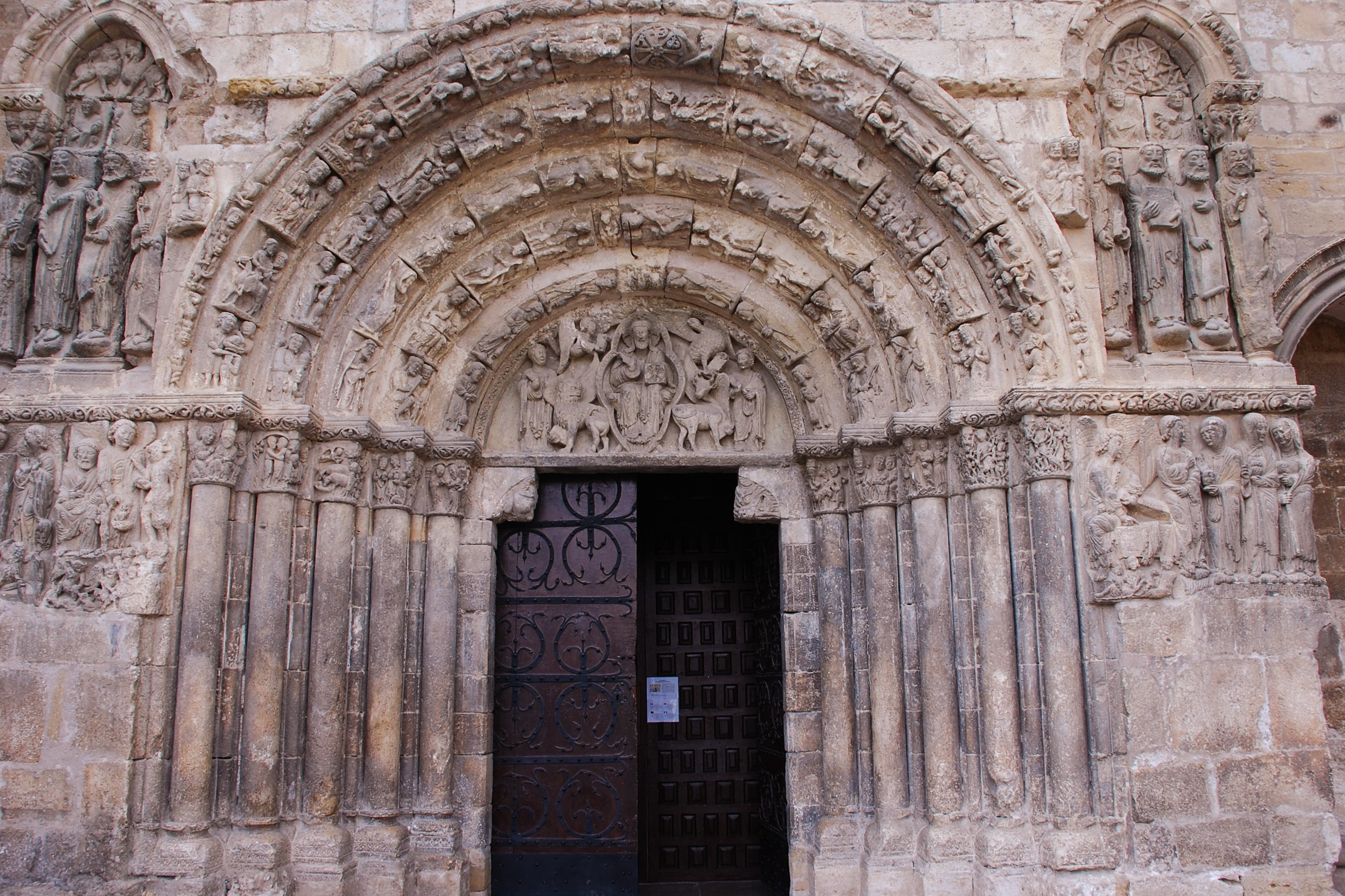
Nordportal
Das nördliche Portal dagegen ist hoch aufwändig gearbeitet und von hohem kunstgeschichtlichen Interesse. Der Figurenschmuck gehört „zum Schönsten, das die späte Romanik […] entlang des Pilgerweges geschaffen hat“. Es stammt vom Ende des 12. Jahrhunderts, andere Literatur legt sich genauer auf „um 1185“ fest oder stellt zwei Phasen fest: Der obere Teil älter und vor, die unteren Partien jünger und um 1185. Das Tympanon zeigt die Majestas Domini und die Verkündigung des Herrn. Zur Skulptur des Portals gehören auch zwei Bas-Relief: 
- Erzengel Michael tötet den Drachen (links)
- Die Frauen am Grab (rechts)

Der Meister, der das Portal schuf, hat auch an der Kathedrale von Tudela und der Kathedrale von Salamanca gearbeitet.
Das Portal ist heute aus konservatorischen Gründen mit einem gläsernen Schutzgebäude eingehaust.

### Inneres

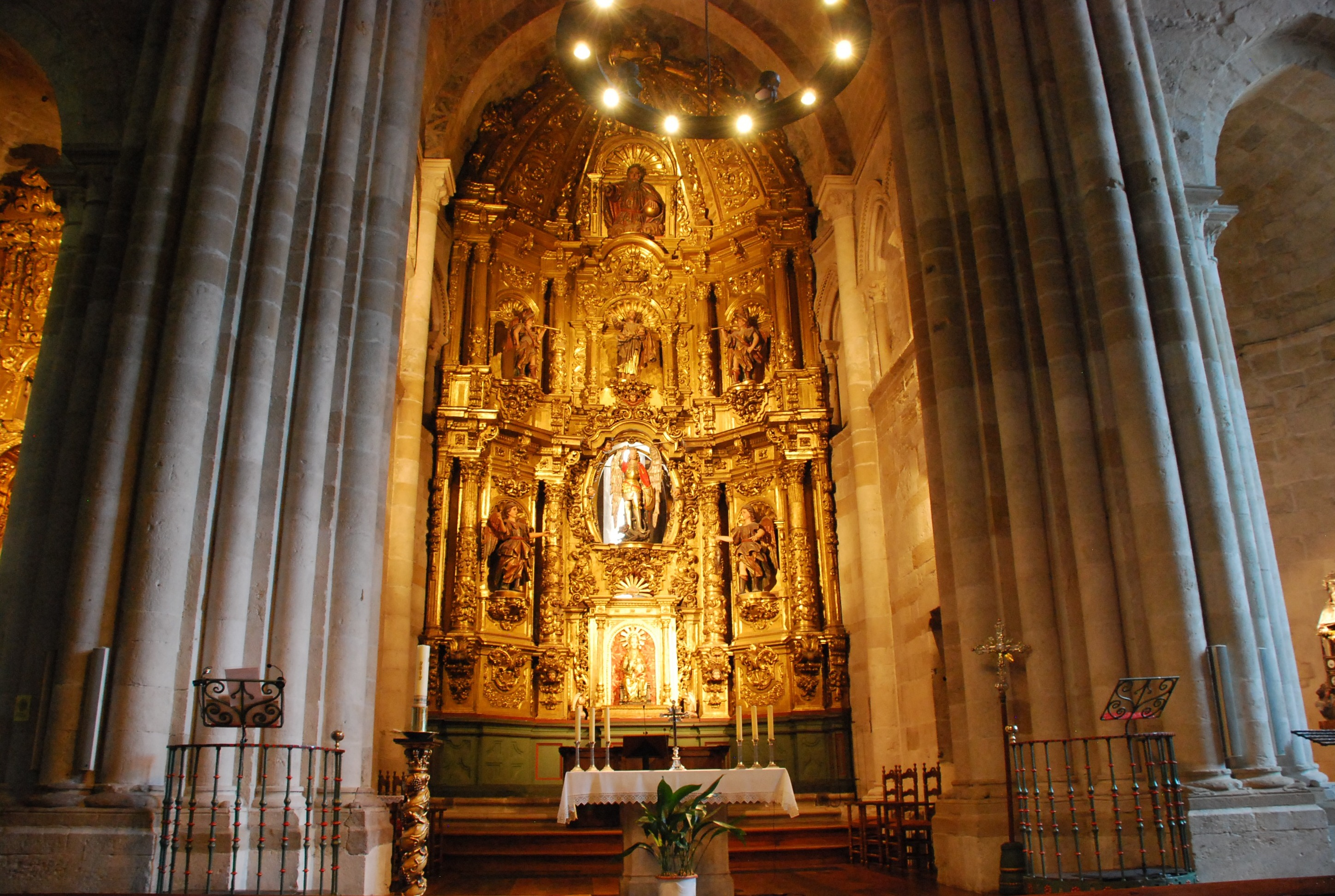
Innenansicht mit Retabel

Das Bauwerk ist dreischiffig. Jedes der Schiffe schließt mit einer eigenen Apsis ab. Das Kirchenschiff zeigt bereits frühgotische Formen und präsentiert sich heute in den Formen einer Renovierung des 16. Jahrhunderts. 
Ausstattung
Zur Ausstattung gehört ein Retabel aus dem frühen 15. Jahrhundert, das im Hauptfeld die Heilige Helena zeigt.